# Le Vieux-Cannet

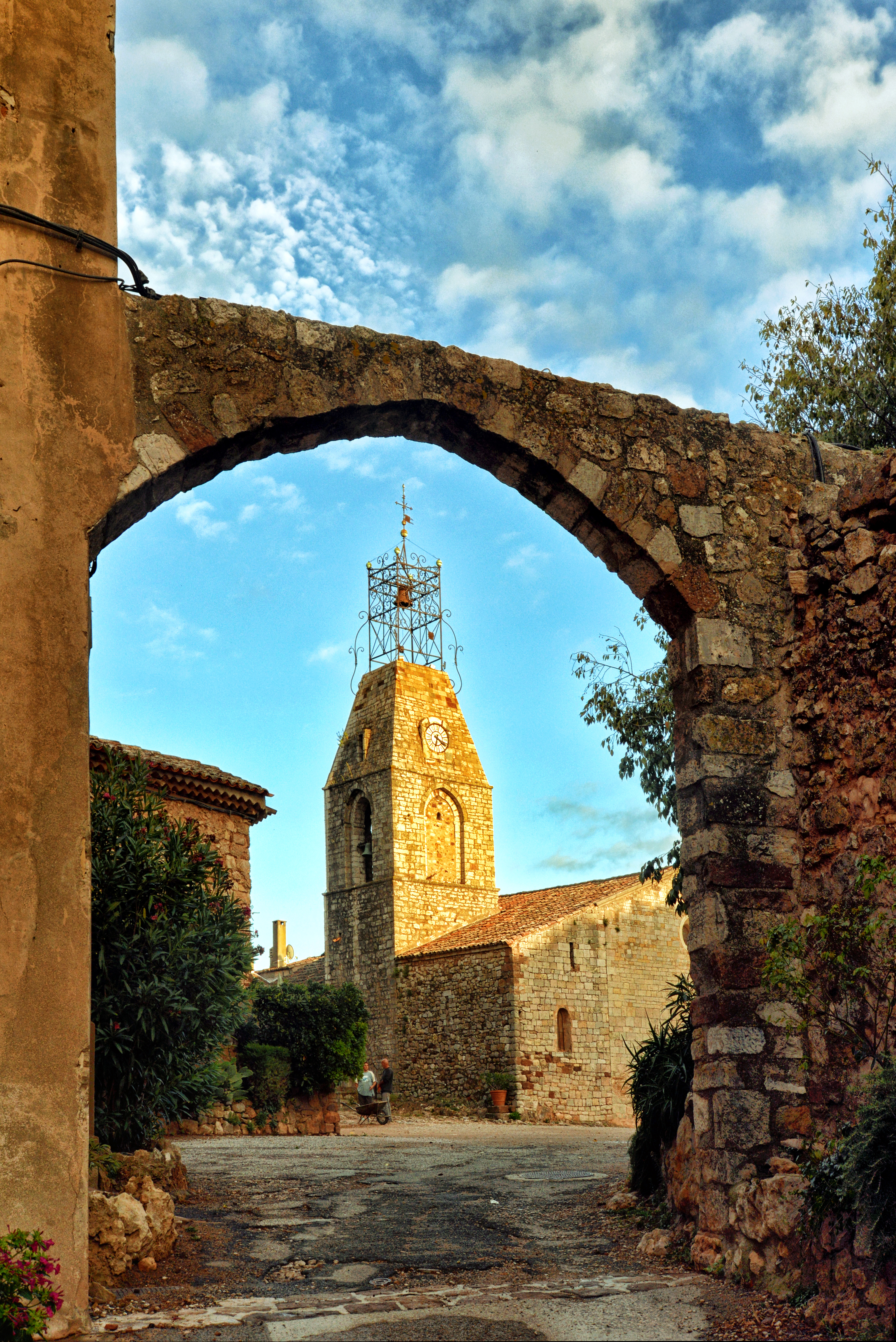
Entrée du Vieux-Cannet par le portail de Guimard vue sur l'église Saint-Michel

Le Vieux-Cannet est un ancien village médiéval, classé depuis 1934, et appartenant à la commune du Cannet-des-Maures. Il est situé dans le département du Var (83), région Provence-Alpes-Côte d'Azur (PACA).
Village défensif, il est perché à 245 mètres de haut sur un piton rocheux dominant l'ensemble de la plaine des Maures, au cœur de l'arrière-pays varois. Aujourd'hui encore très préservé, le site jouit d'un attrait particulier pour les touristes qui apprécient ses vieilles pierres, ses ruelles pavées et fleuries, son église du XIe siècle, son moulin à huile banal et ses enceintes fortifiées.

## Géographie
La commune du Cannet-des-Maures est subdivisée en deux parties distinctes, d'une part le vieux village (Vieux-Cannet) au nord, et d'autre part le quartier moderne, dans la plaine, qui s'organise autour de la gare.

### Accès
La commune du Cannet-des-Maures est particulièrement bien desservie par le réseau routier. En effet, la route nationale 7 traverse la partie moderne de l'agglomération d'est en ouest, et permet un accès direct aux hauteurs du Vieux-Cannet par deux embranchements principaux (le chemin du château et la route du Vieux-Cannet).
Les autoroutes A8 et A57 effectuent également leur jonction à l'est du Cannet-des-Maures.
À proximité, on trouve la gare TGV des Arcs-Draguignan (vingt minutes de route à partir du Vieux-Cannet). La gare du Luc-et-Le-Cannet se situe au centre de la partie moderne du Cannet-des-Maures (cinq minutes de route à partir du Vieux-Cannet).

## Histoire
De nombreux vestiges préhistoriques témoignent de l'occupation du lieu dès la Préhistoire. Les vestiges restent rares sur la colline car c'est dans la plaine, au plus près de la Voie Aurélienne, que se développe réellement une cité au fil des siècles. C'est le Forum Voconii, l'ancêtre du Cannet-des-Maures.
La construction du Vieux-Cannet à proprement parler remonte au IXe siècle. À cette époque la Provence est dévastée par les invasions sarrasines. Apparaît donc la nécessité de se défendre. Stratégiquement on cherche à quitter la plaine pour occuper les hauteurs.
À la Garde-Freinet, les Sarrasins construisent un fort en altitude. Une réplique leur est donnée avec la construction de ce village défensif : le castrum de Caneto. Le terme castrum (ou motte castrale) désigne un ensemble fortifié, formé par un château, un mur d'enceinte et des habitations retranchées à l'intérieur dudit mur défensif.
L'église Saint-Michel est édifiée au XIe siècle au cœur du castrum. Elle est placée sous le saint patronage de l'archange saint Michel, qui aurait accordé la victoire aux habitants sur les Sarrasins.
Les siècles passent, et le castrum de Canneto se partage entre plusieurs seigneurs. On peut même parler ici de « co-seigneurs », car deux châteaux se partagent l'emprise. Et qui dit deux châteaux sur un même lieu, dit bien souvent deux familles seigneuriales.
Au XVIe siècle, l'ensemble de la plaine des Maures connaît de nombreuses invasions. En 1523 par le connétable de Bourbon, en 1536 par Charles Quint. Les villages sont incendiés et détruits.
En 1580, la peste sévit, le Cannet n'est pas épargné. Le nombre de victimes n'est pas connu.
Il n'est pas épargné non-plus par les guerres de Religion qui ravagent à plusieurs reprises le petit village. Les conflits donnent lieu à de nombreux massacres, comme au Luc en 1589 et 1590. L'église Saint-Michel est, elle aussi, durement attaquée.
En 1596, les seigneurs locaux se rallient au roi Henri IV, la paix s'installe alors pour quelques années sur le Cannet.
Malheureusement elle est d'assez courte durée. La guerre de Neuf Ans, et principalement l'année 1691, mettent à nouveau le village à rude épreuve. Et ce n'est, hélas, pas fini : la guerre de Succession d'Espagne et le siège de Toulon en 1707 font à nouveau des ravages dans la région.
De nouveau la peste de 1720 touche le Cannet et fait 196 morts sur la commune. Les habitants sont alors grandement aidés par leurs voisins du Luc.
Dès 1746, la guerre de Succession d'Autriche éprouve à nouveau la Provence, et par là-même le Cannet. Le seigneur du Cannet est alors Pierre Louis de Rascas. Étant donnée la place importante que joue cette seigneurie dans la Provence vinicole, Louis XV décide d'ériger ces terres en marquisat. Rascas devint marquis du Cannet, et en 1754, Françoise Élisabeth Maxime de Rascas du Cannet épousa Monsieur de Colbert. C'est pourquoi le Cannet est encore associé à ce grand nom.
En tant que telle, la Révolution française n'éprouve pas trop durement le vieux village. C'est à cette période que le Cannet adopte un nouveau nom : le Cannet du Luc. Notons tout de même qu'en 1792, lors du partage des biens seigneuriaux, le château des Rascas est détruit.
Napoléon Ier s'arrêta au Cannet du Luc la veille de son départ pour l'île d'Elbe, voulant rendre visite à sa sœur, Pauline, qui logeait à ce moment-là sur la commune, au château Colbert.
Au cours du XIXe siècle, le centre-Var devient un foyer du mouvement ouvrier. De nombreuses industries s'y sont développées; scieries, bouchoneries, magnaneries de vers à soie, confiseries de marrons, etc.  et les idées de 1848 s'y sont admirablement propagées. Ainsi, en décembre 1851, de nombreux ouvriers du Cannet se mobilisent pour rejoindre une « colonne insurrectionnelle » et mener ce qui fut appelé l'insurrection du Var. Les insurgés, réunis principalement au Luc et à Vidauban, se sont battus pour signifier leur désaccord quant au coup d'État du 2 décembre 1851. Coup d'État qui a vu Napoléon III accéder au pouvoir. La révolte fut rapidement anéantie par les troupes régulières.
Napoléon III s'intéressa d'ailleurs au Cannet du Luc, il imagina des plans pour la réorganisation de la localité. Le crédit devait être accordé si, et seulement si, la commune se rebaptisait le Cannet-Napoléon. Le projet est abandonné.
En 1862, est construite dans la plaine une gare ferroviaire. Cet événement, si anodin puisse-t-il paraître, va bouleverser l'organisation du Cannet. En effet, avec l'apparition de la gare, la plaine va connaître un important regain d'activités. Une nouvelle vie s'organise au pied du vieux village. Une nouvelle population est attirée par ce récent accès ferroviaire. Rapidement la butte perd de son intérêt, trop difficile d'accès, et désormais quelque peu isolée par rapport au nouveau centre d'activité. Une polémique éclate lorsque la décision est prise de transférer le chef-lieu de la butte vers la plaine soit du vieux village vers le nouveau centre d'activité. La décision est étudiée dès 1864, mais ce n'est que le 8 août 1903 que le transfert du chef-lieu est entériné. Presque quarante années de désaccords ont donc alimenté cette décision difficile.

## Lieux et monuments
- Le portail de Guimard : il s'agit de l'entrée Ouest du castrum, qui est aussi maintenant l'entrée principale. Côté Est, au niveau de la placette du moulin, se trouvait le portail de Fougasse aujourd’hui disparu.
- La citerne : visible sur la place des Micocouliers, elle est le témoin des difficultés d'approvisionnement en eau que connurent les villageois. Pour la remplir, ces derniers devaient se rendre à la source de Vazadelle située au pied du piton, sur le versant Est. Cette citerne est dotée d'une pompe, chose qui améliora considérablement la vie des villageois.
- Les communs du château : il s'agit de toutes les habitations qui surplombent maintenant l'actuel parking et qui regardent vers le Nord aujourd'hui à droite en entrant par la porte de Guimard. Ces communs étaient constitués d'une menuiserie, d'un poulailler, d'une remise, d'un appartement pour les domestiques et d'une écurie. On accède à ces dépendances en passant sous une porte datée du XVIe siècle.
- Le château des Rascas : il fut détruit en 1792, lors du partage des biens seigneuriaux.  Il se situait face aux communs, regardant vers le sud, en surplomb direct de la plaine et du village moderne. Particulièrement imposant, il aurait compté plus de 46 pièces à vivre, et était orné de deux tours rondes de défense. Une aile s'élevait à l'Ouest, elle aussi disparue.
- Le barri Sud : il s'agit d'un imposant rempart protégeant la face Sud du castrum. Aujourd'hui encore parfaitement conservé, on peut y admirer une vue dégagée sur l'ensemble de la plaine des Maures avec l'aide d'une table d'orientation. En contrebas on aperçoit le fameux château Colbert où Napoléon dormit avant son départ pour l'île d'Elbe.
- L'église Saint-Michel : construite en pierre de taille calcaire et achevée en 1027[7], elle fut remise en état au XVIIe siècle, après les destructions subies lors des guerres de Religion. C'est un exemple parfait d'art roman primitif, à l'intérieur, une nef unique, pas de transept et un chœur dépourvu de déambulatoire. On y découvre une belle statue de la Vierge Marie, sculptée dans du bois de figuier et datée du XVIe siècle. Le clocher date du début du XIIe siècle, le campanile en fer forgé fut offert en 1746, à l'occasion de l'accession au marquisat du seigneur de Rascas. À noter également une pierre sculptée des templiers (une croix pattée entourée de deux têtes) situées au-dessus de la porte de la façade.
- Le château des Rogiers : lorsque l'on regarde par le barri Sud, en admirant la plaine des Maures, se trouvait sur notre droite le château des Rascas, et sur notre gauche cet autre château, dit des Rogiers. Co-seigneurs du castrum aux XVIe et XVIIe siècles, on suppose qu'un édifice fortifié existait à cet emplacement dès le XIe siècle. Ceci fait du castrum un village défensif solide, avec deux châteaux fortifiés tournés vers le Sud, autrement dit face à la menace sarrasine, face à la Garde-Freinet.
- Le moulin à huile banal : moulin à sang (actionné par un animal), il est dit "banal" car le seigneur avait alors le devoir de le mettre à disposition de tous les habitants, qui en échange s'engageaient à n'utiliser que cette installation qui était payante. Il fut utilisé jusqu'en 1835. En 1812 y est ajouté un four. En 1937, totalement inutilisé, il fut vendu par la commune.
- Le monastère médiéval : aujourd'hui à l'état de vestige, il se tenait juste derrière l'église Saint-Michel, et servait de lieu d'accueil pour les pèlerins en route vers Saint-Jacques de Compostelle.

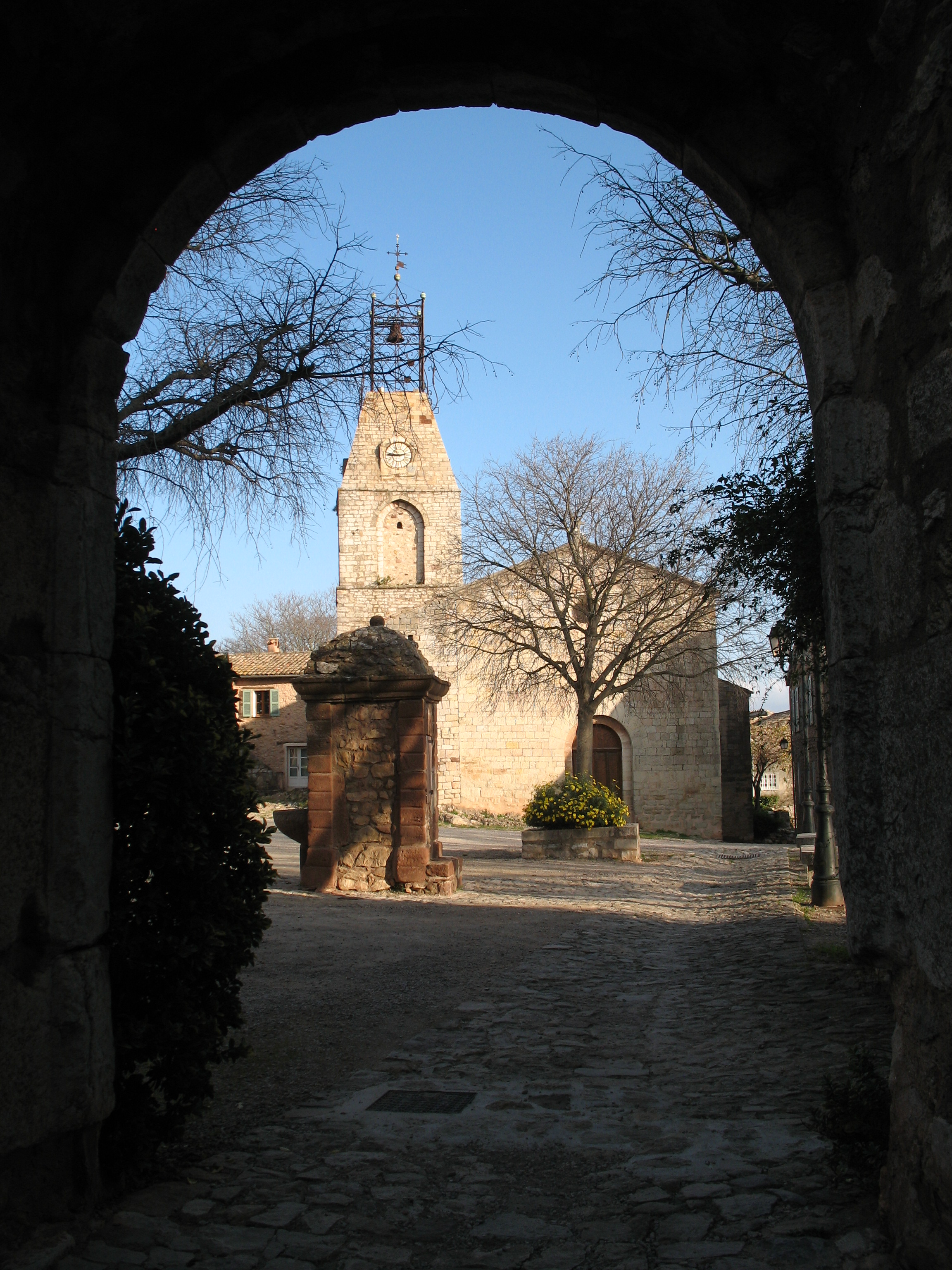
Vue de la place des Micocouliers avec l'église Saint-Michel et la fontaine.
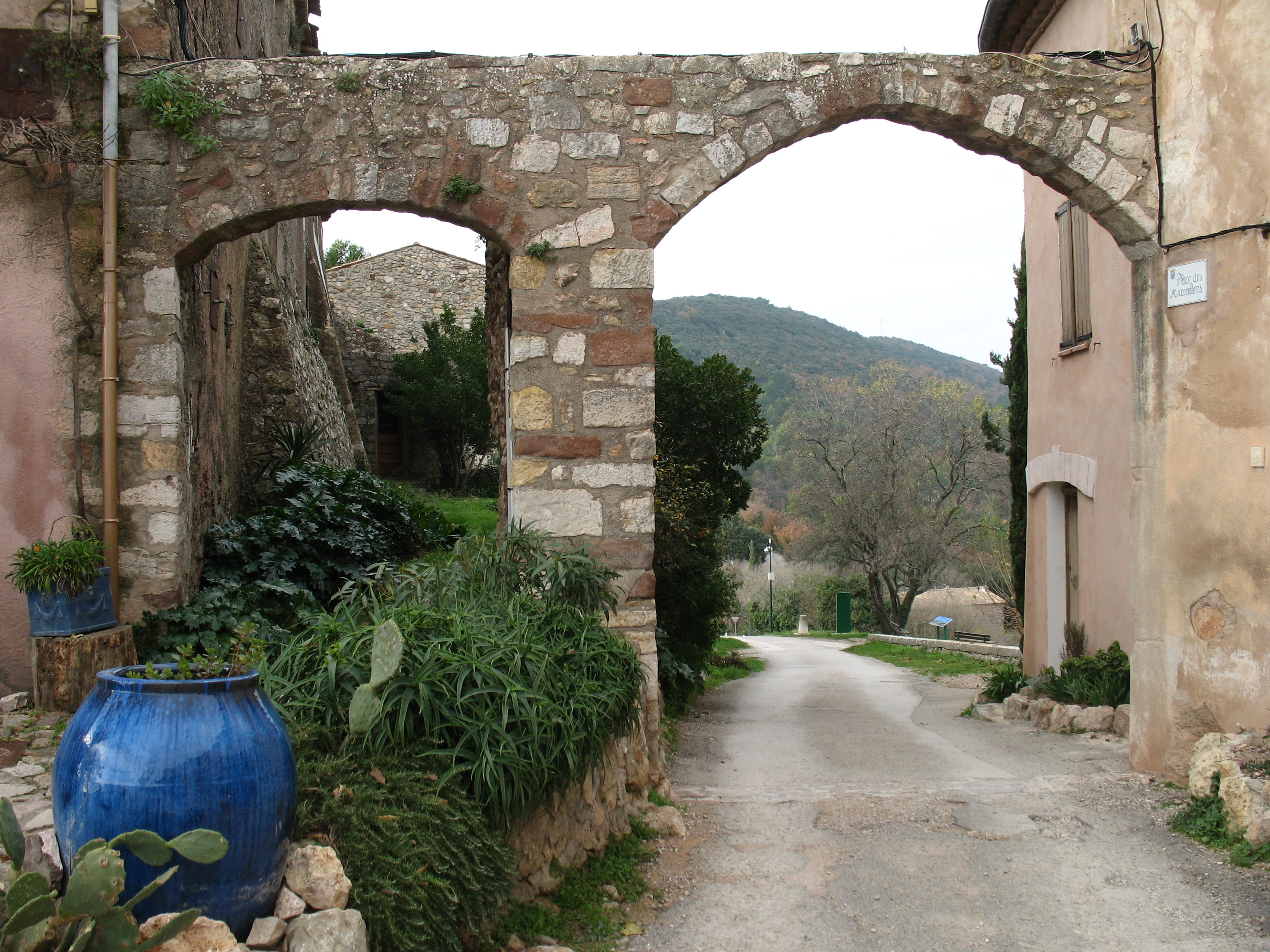
Vue intérieure du portail de Guimard.
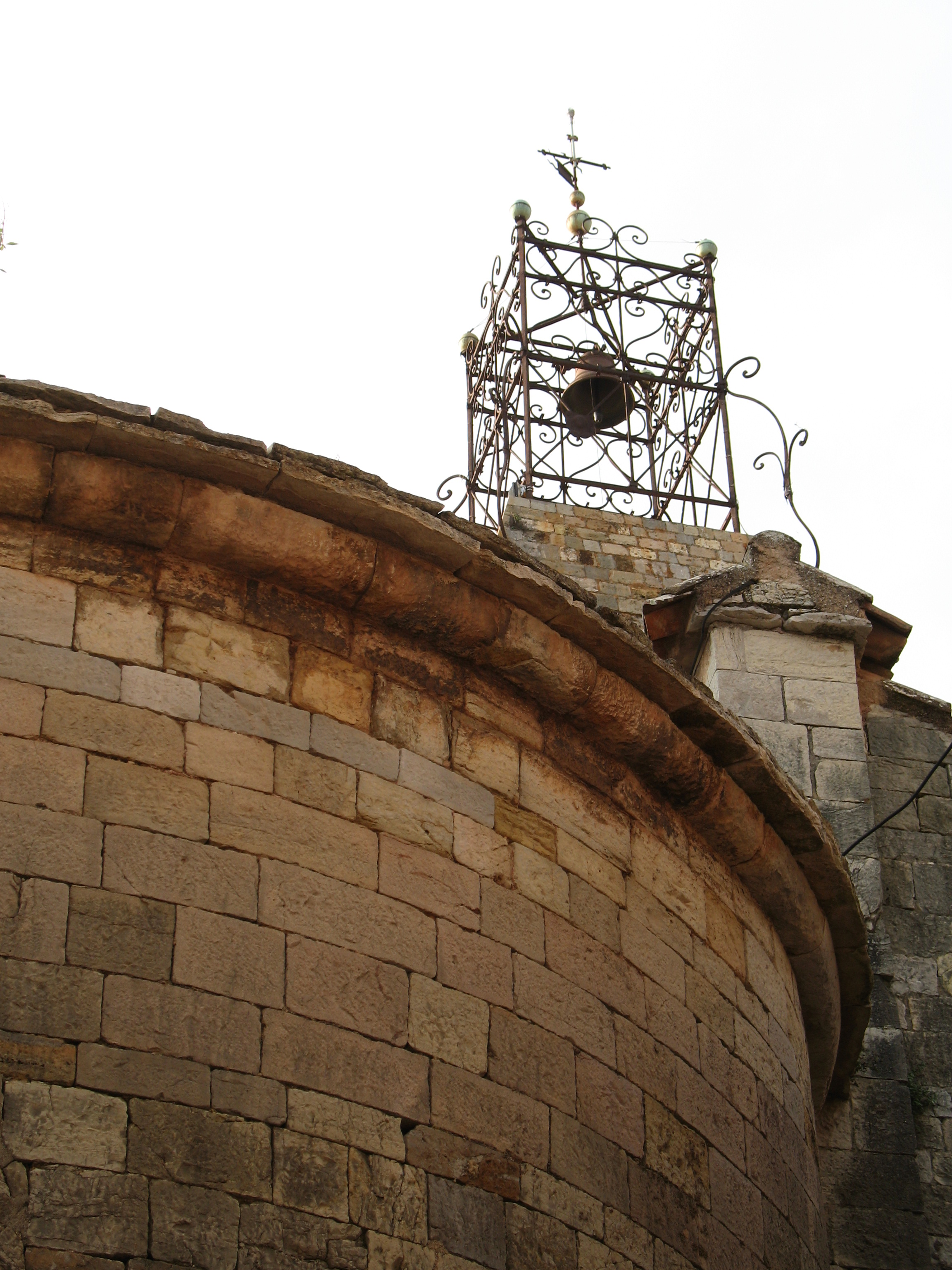
Le campanile de l'église Saint-Michel.
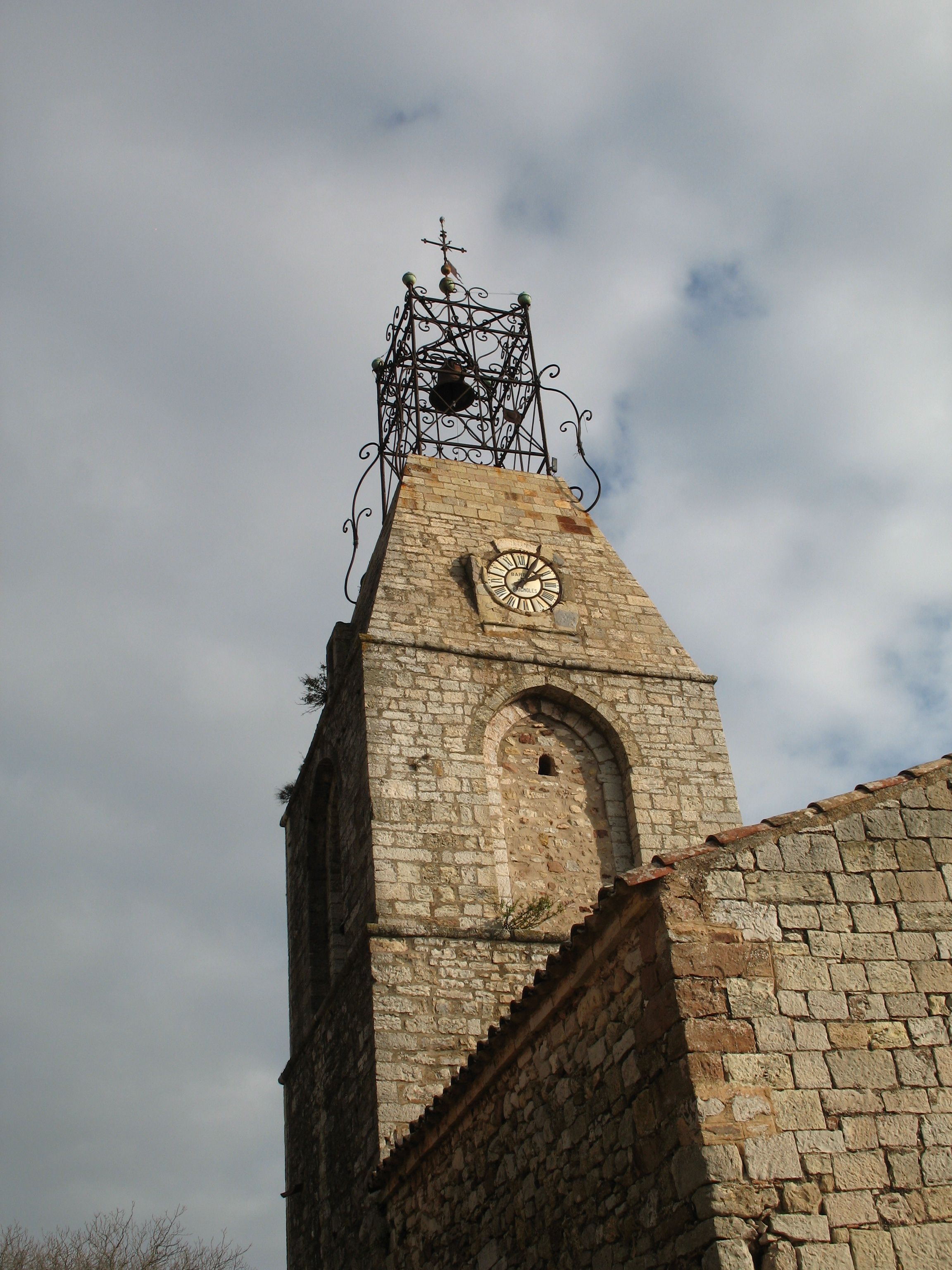
Le clocher et le campanile de l'église Saint-Michel.
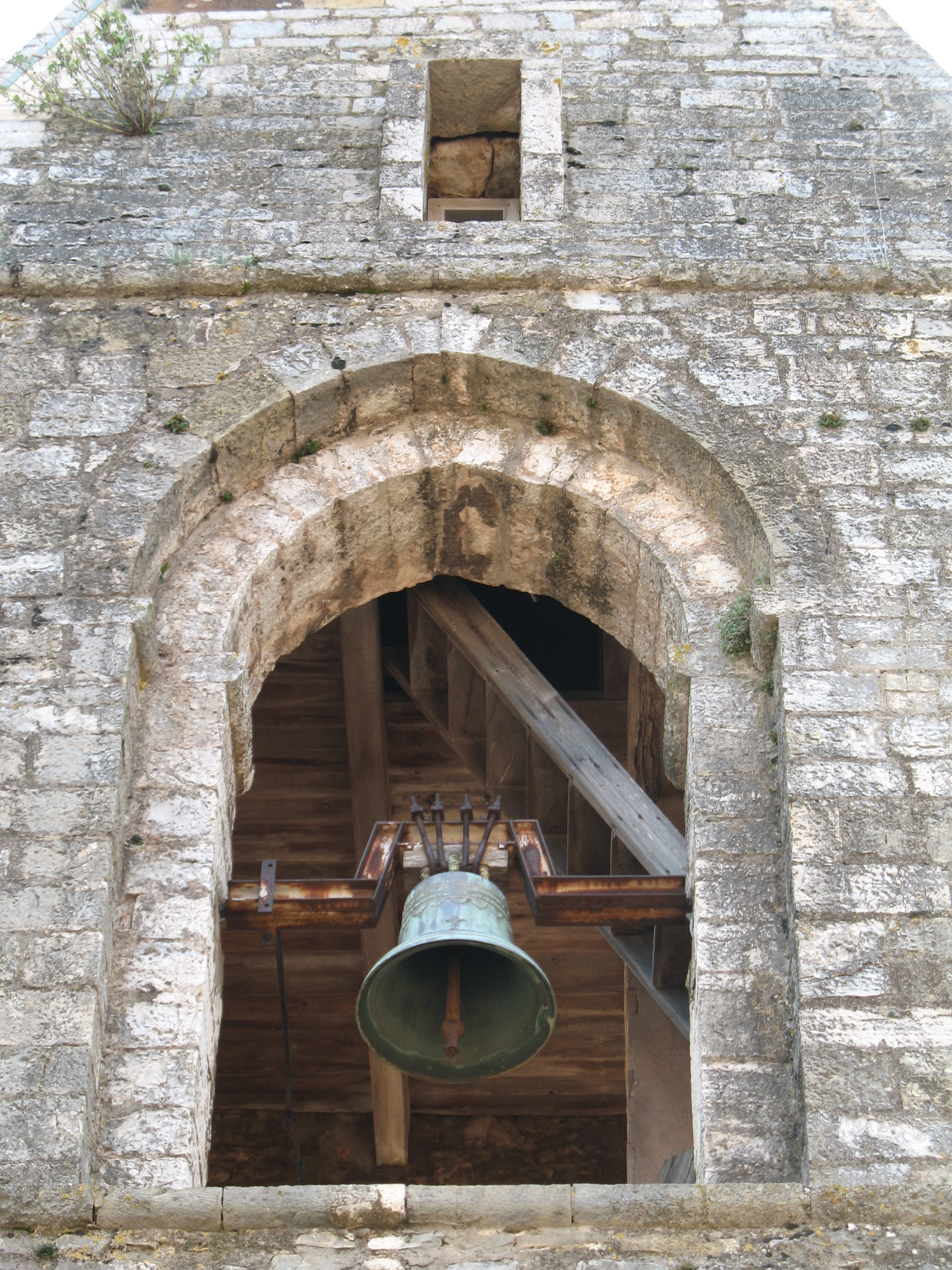
Détail du clocher de l'église Saint-Michel.
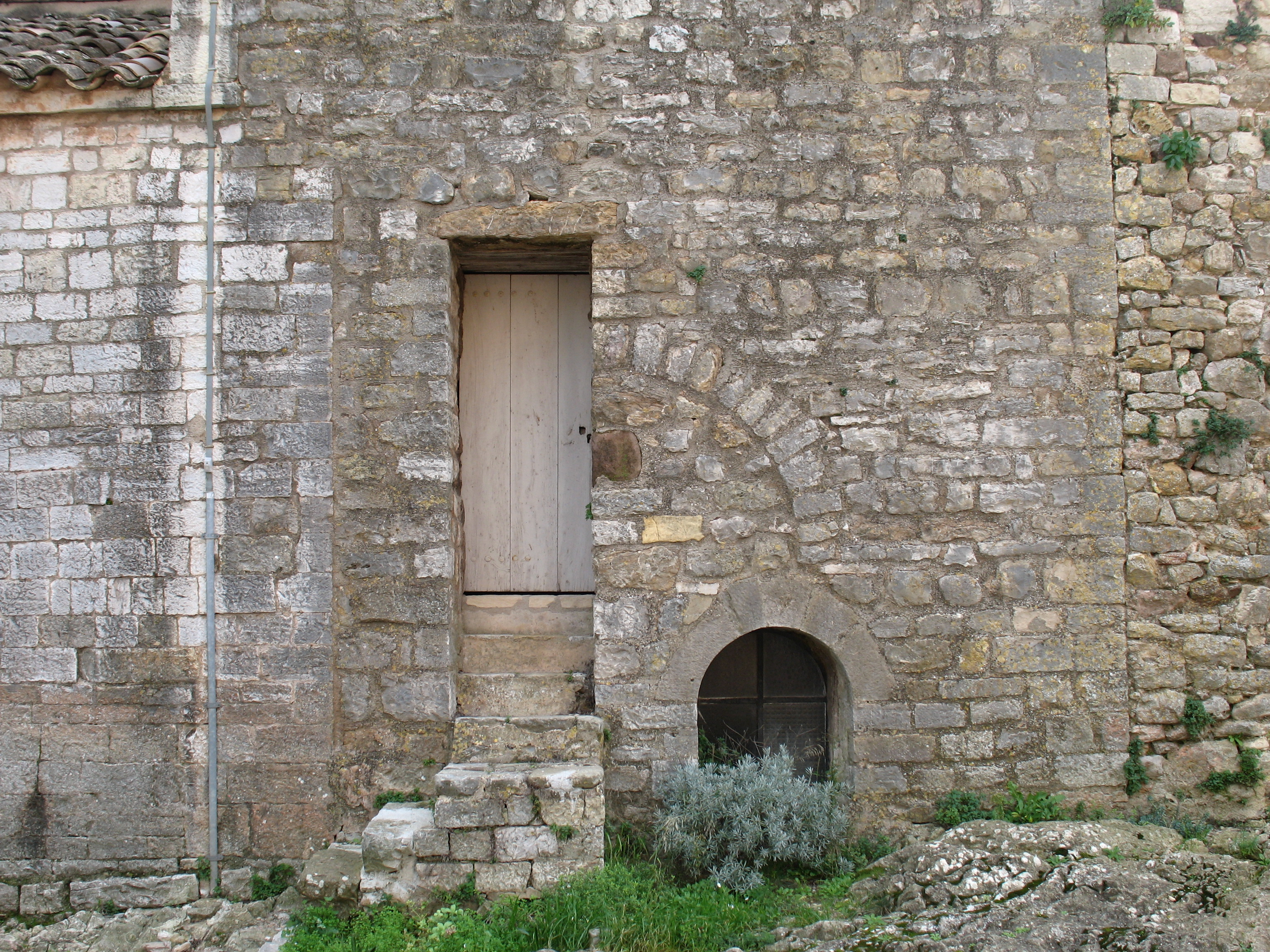
Vue nord de la base du clocher de l'église Saint-Michel.
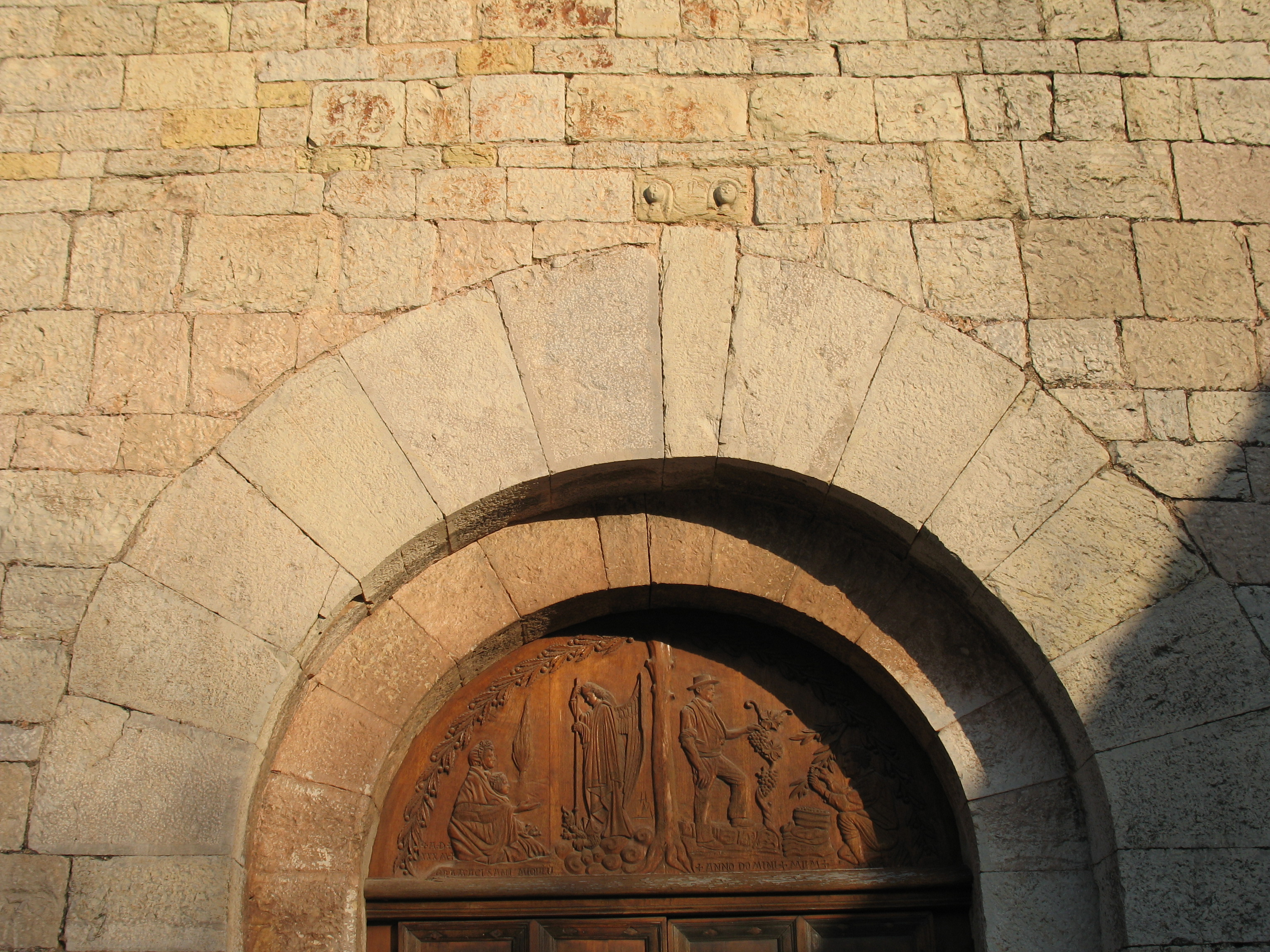
Fronton de la porte de l'église Saint-Michel.
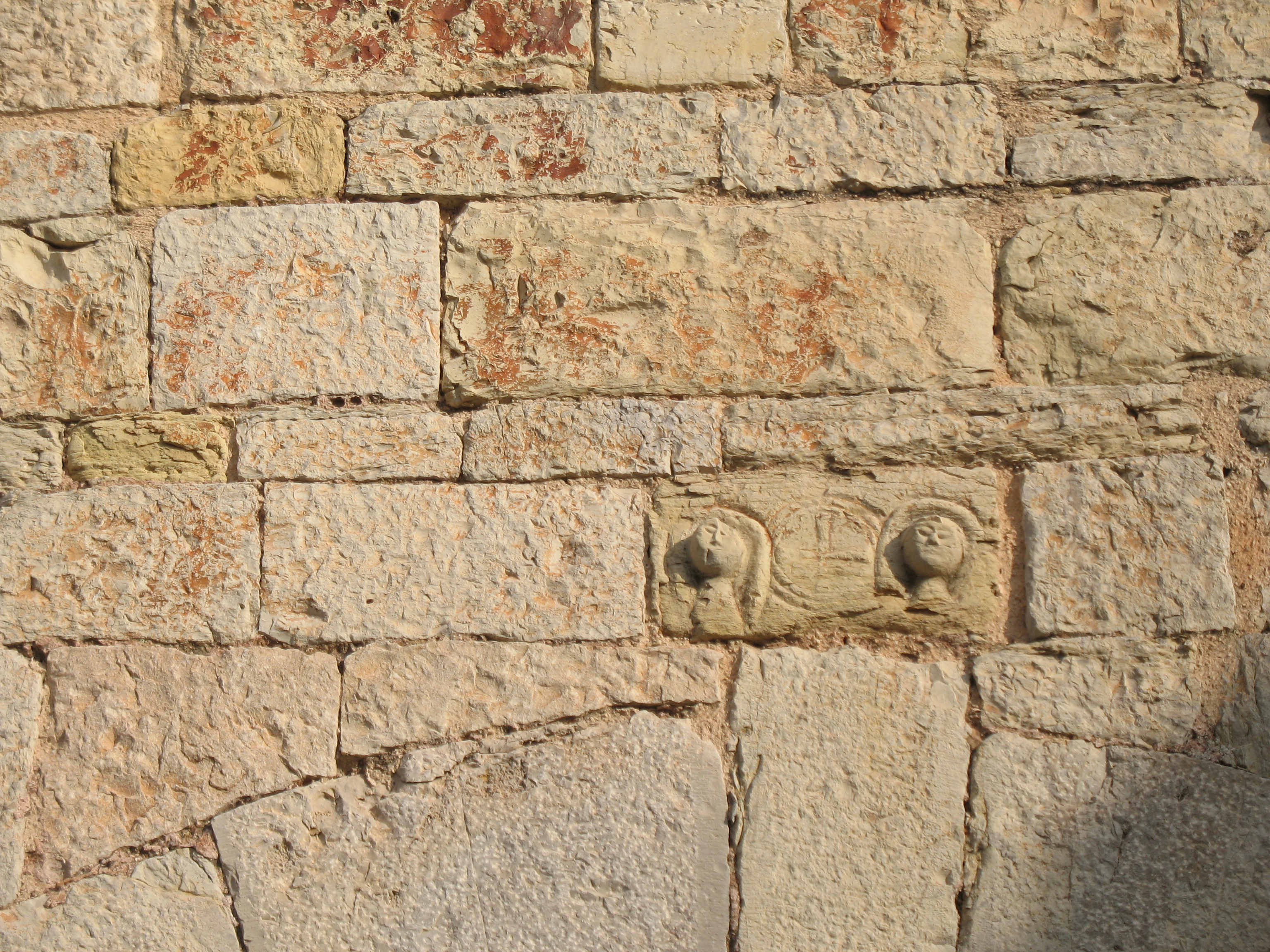
Détail au-dessus de la porte de l'église Saint-Michel.
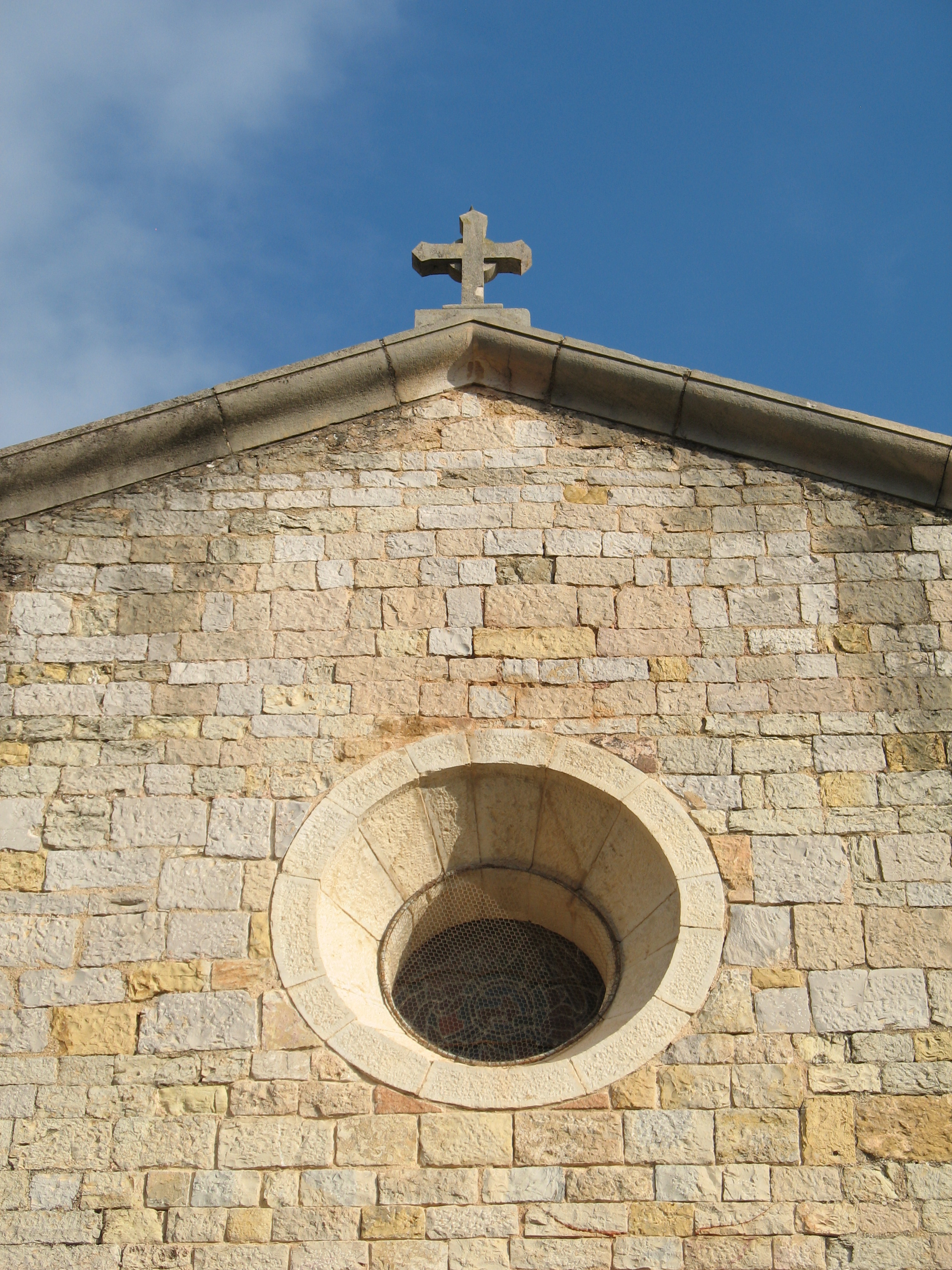
Oculus de la façade de l'église Saint-Michel.
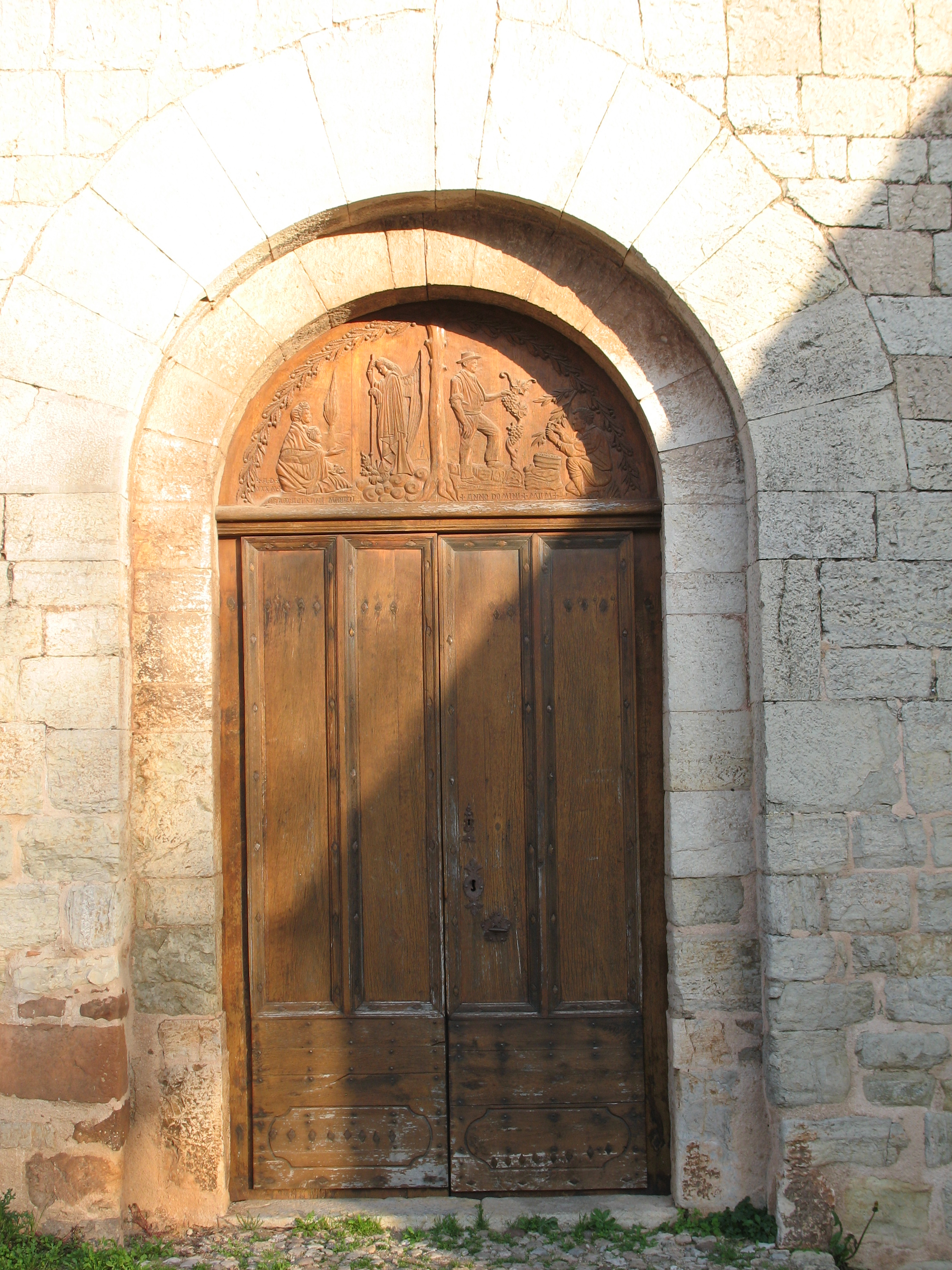
Porte de l'église Saint-Michel.
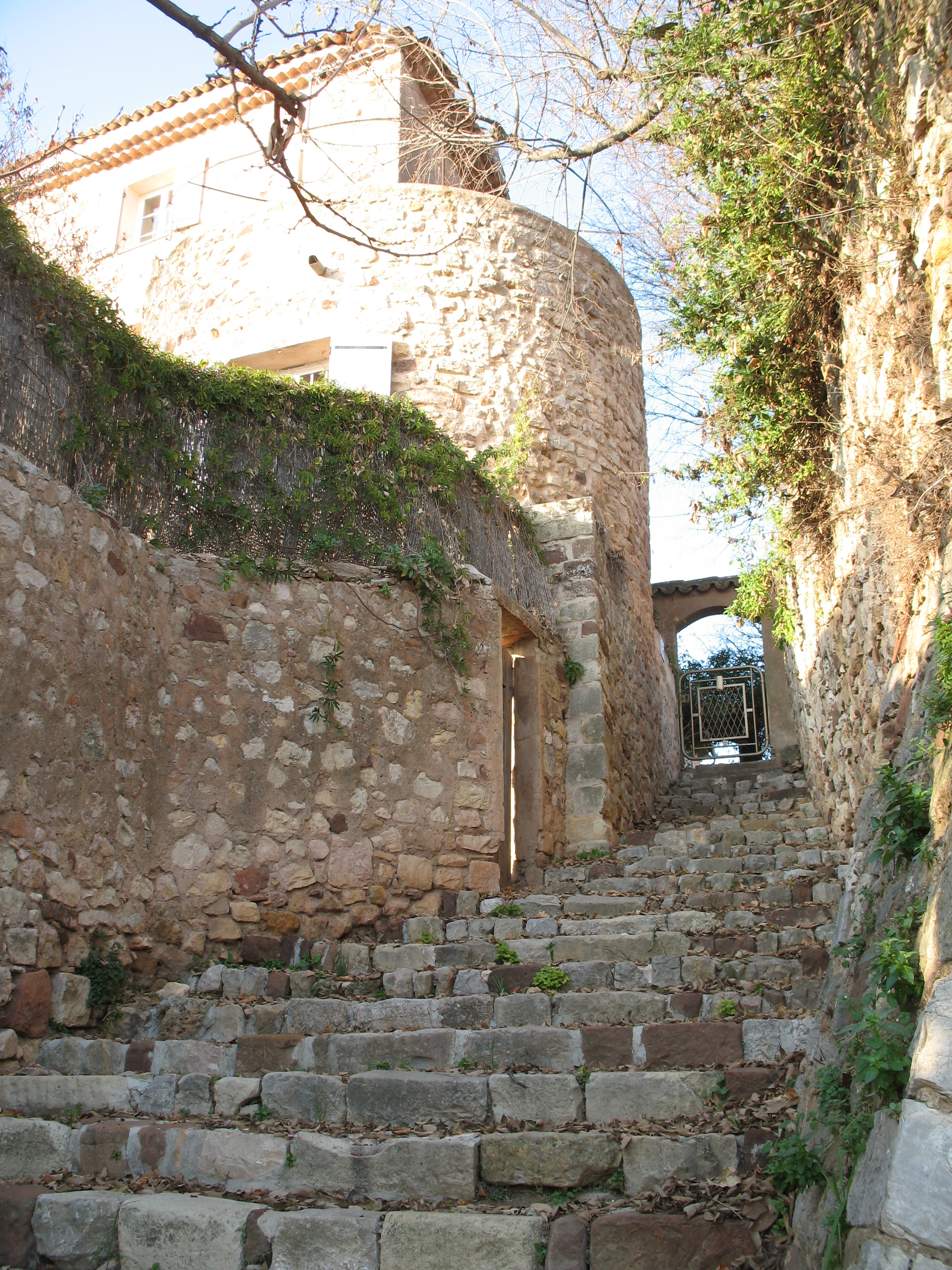
Entrée sud du Portalet.
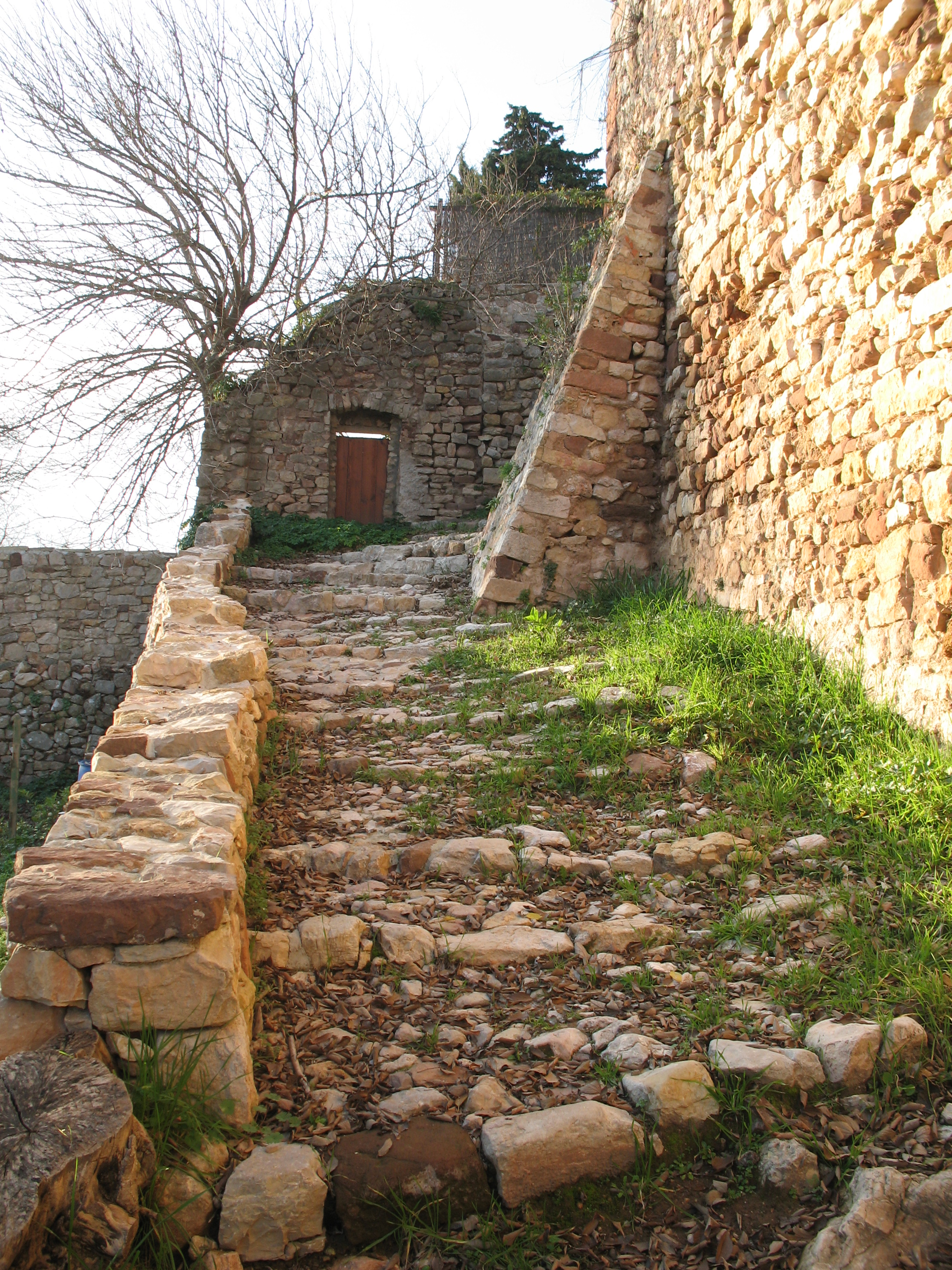
Montée vers l'entrée sud du Portalet longeant le barri sud.
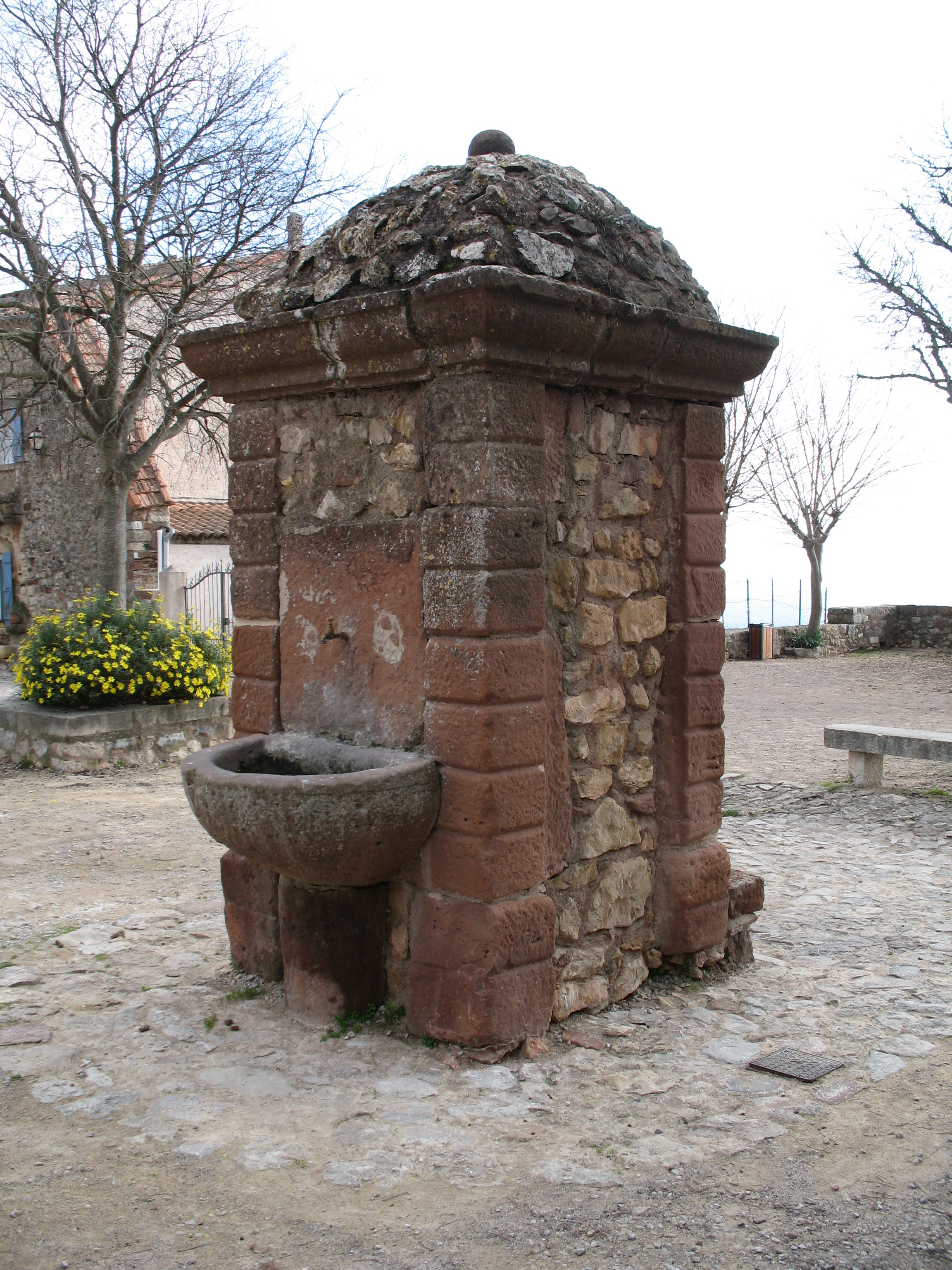
Fontaine place des Micocouliers.
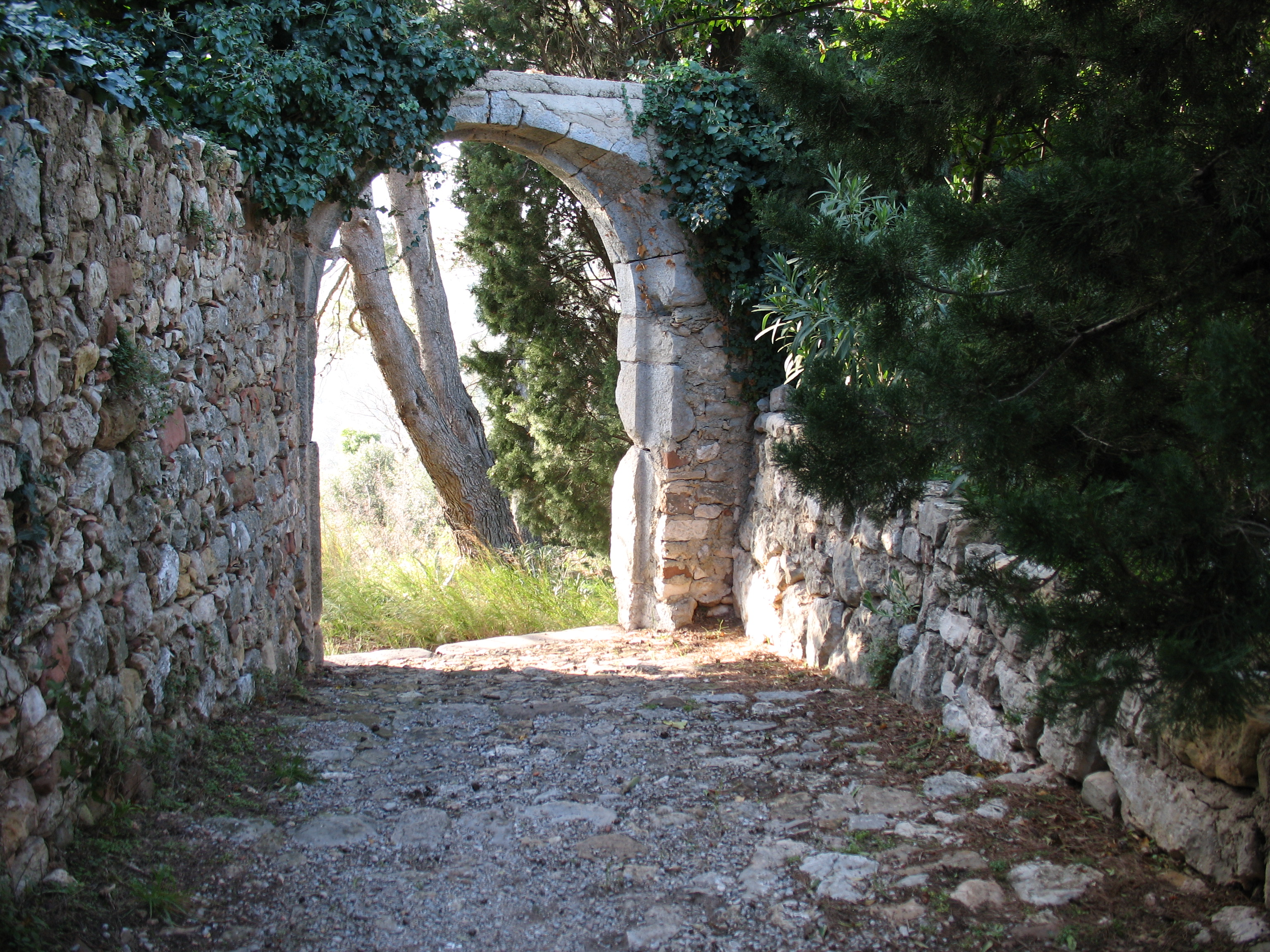
Entrée ouest.
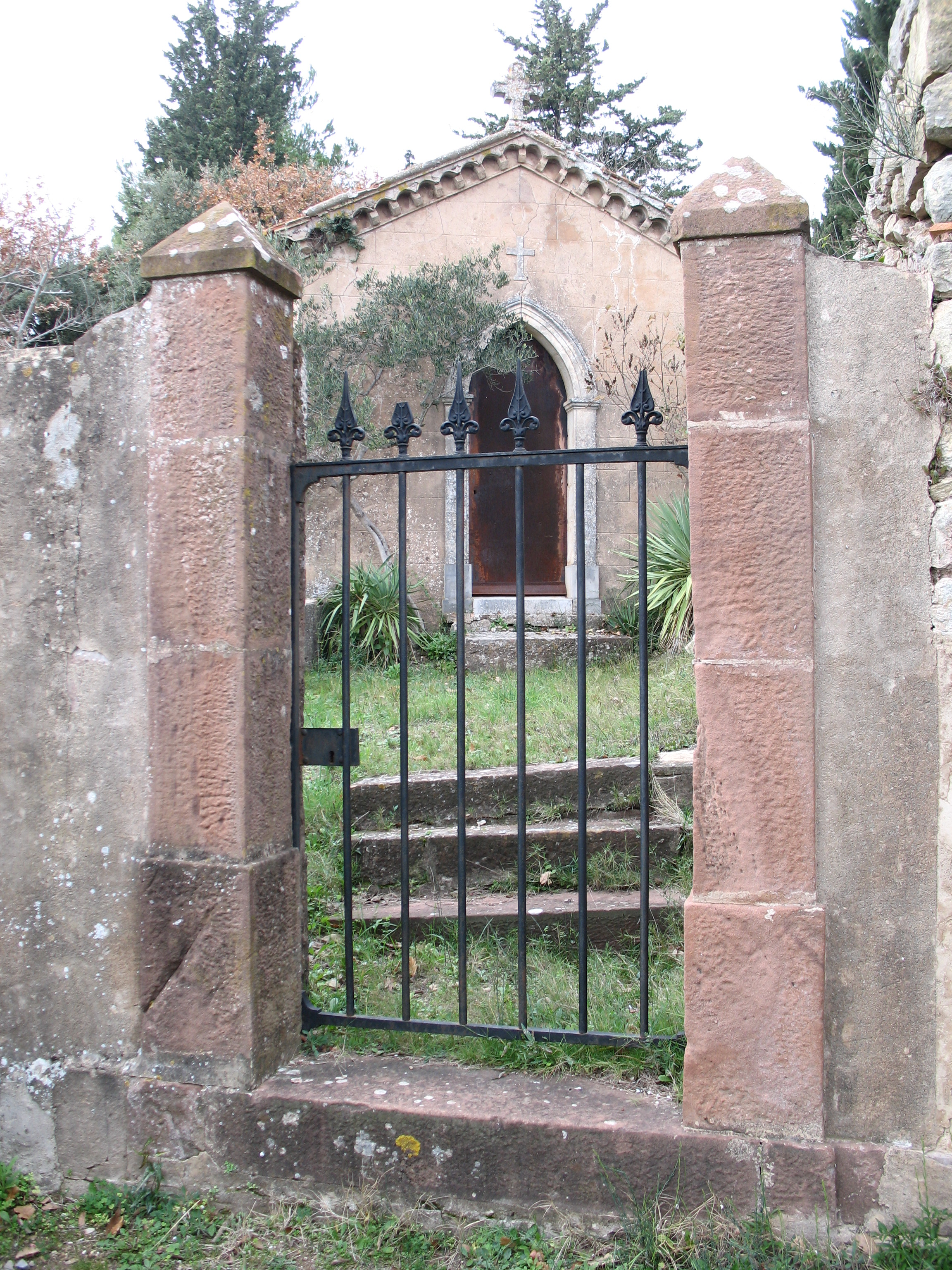
Portail et entrée de la petite chapelle.
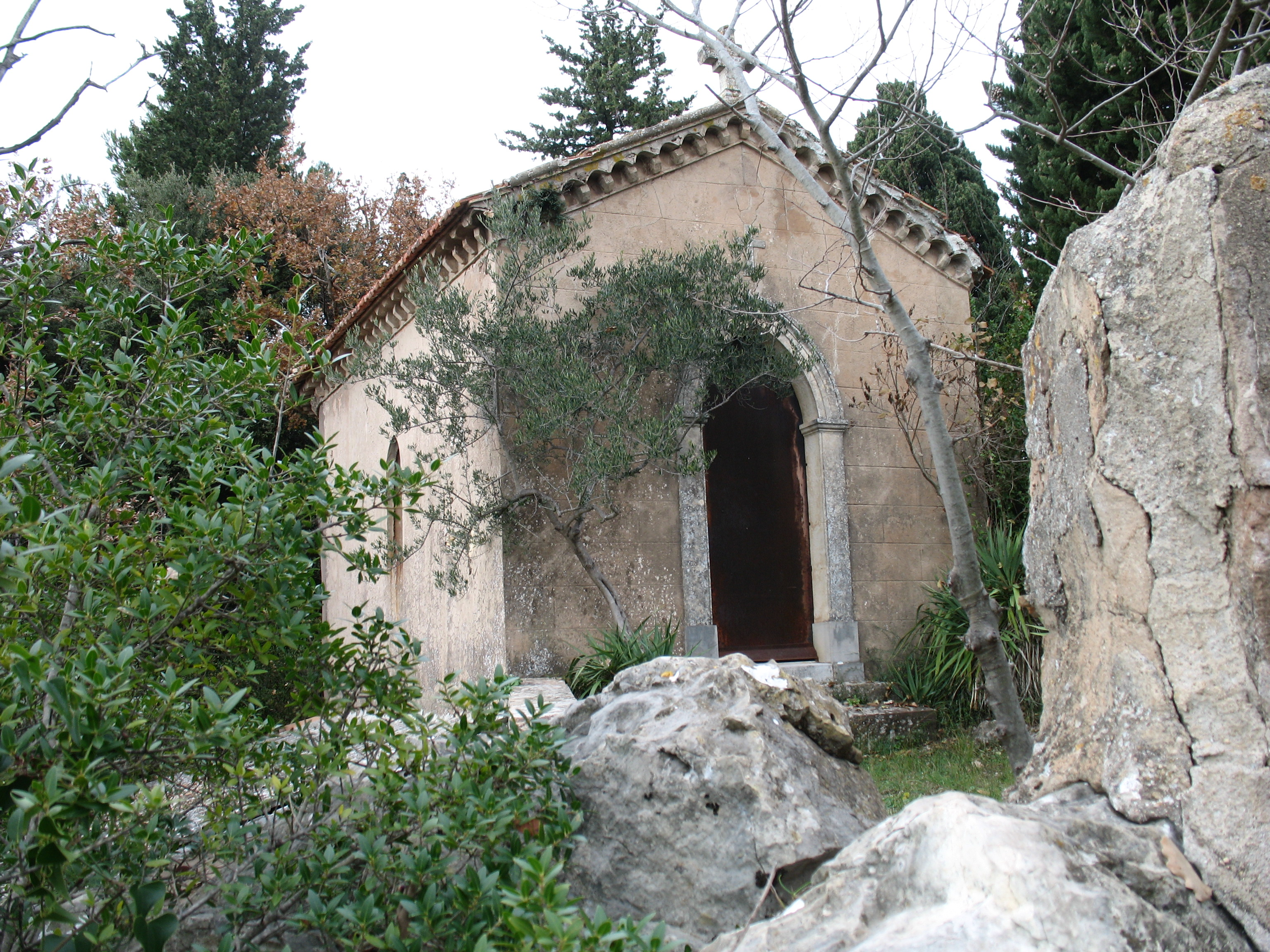
Vue de la petite chapelle.
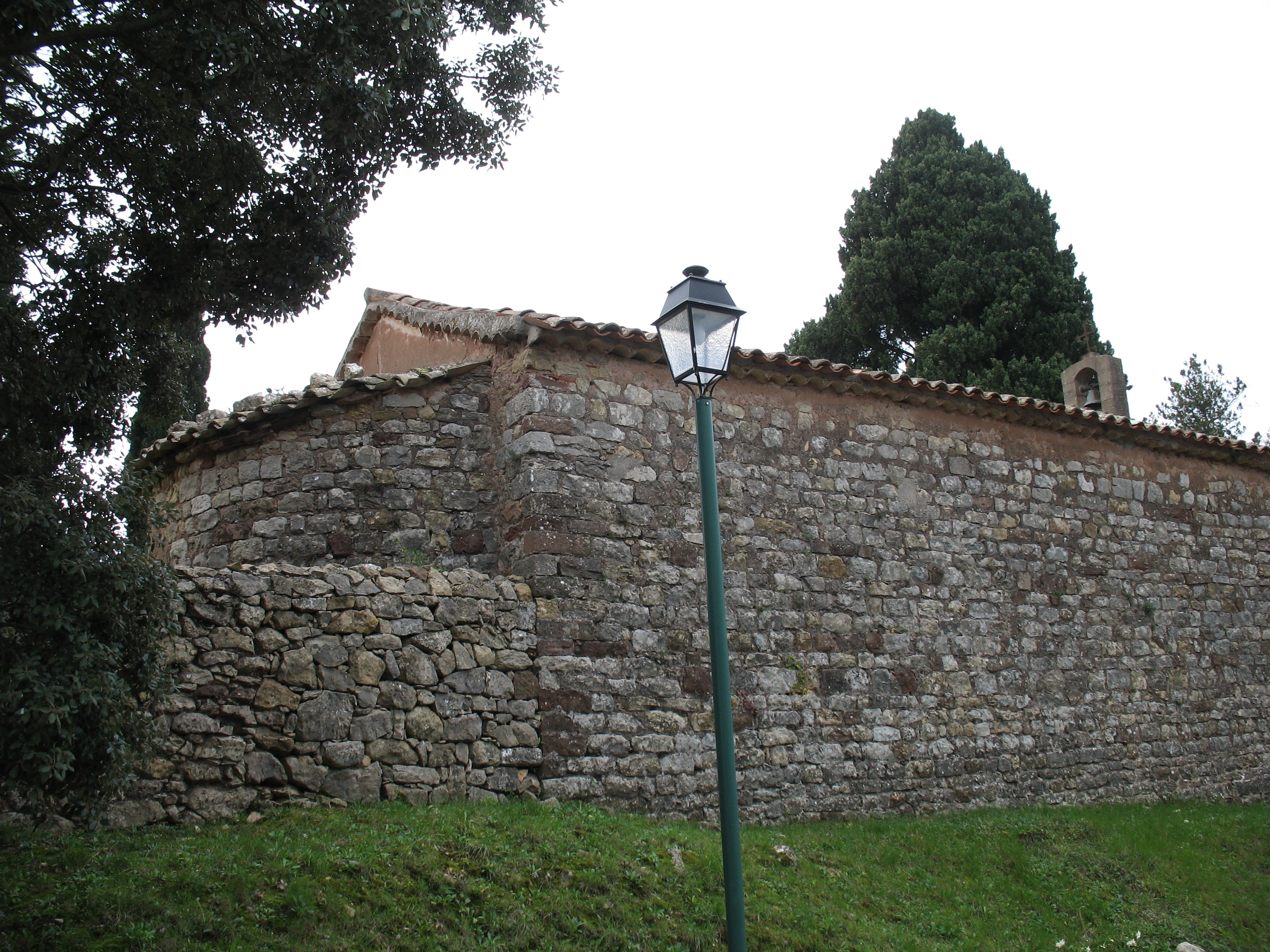
Vue de la chapelle du vieux cimetière.
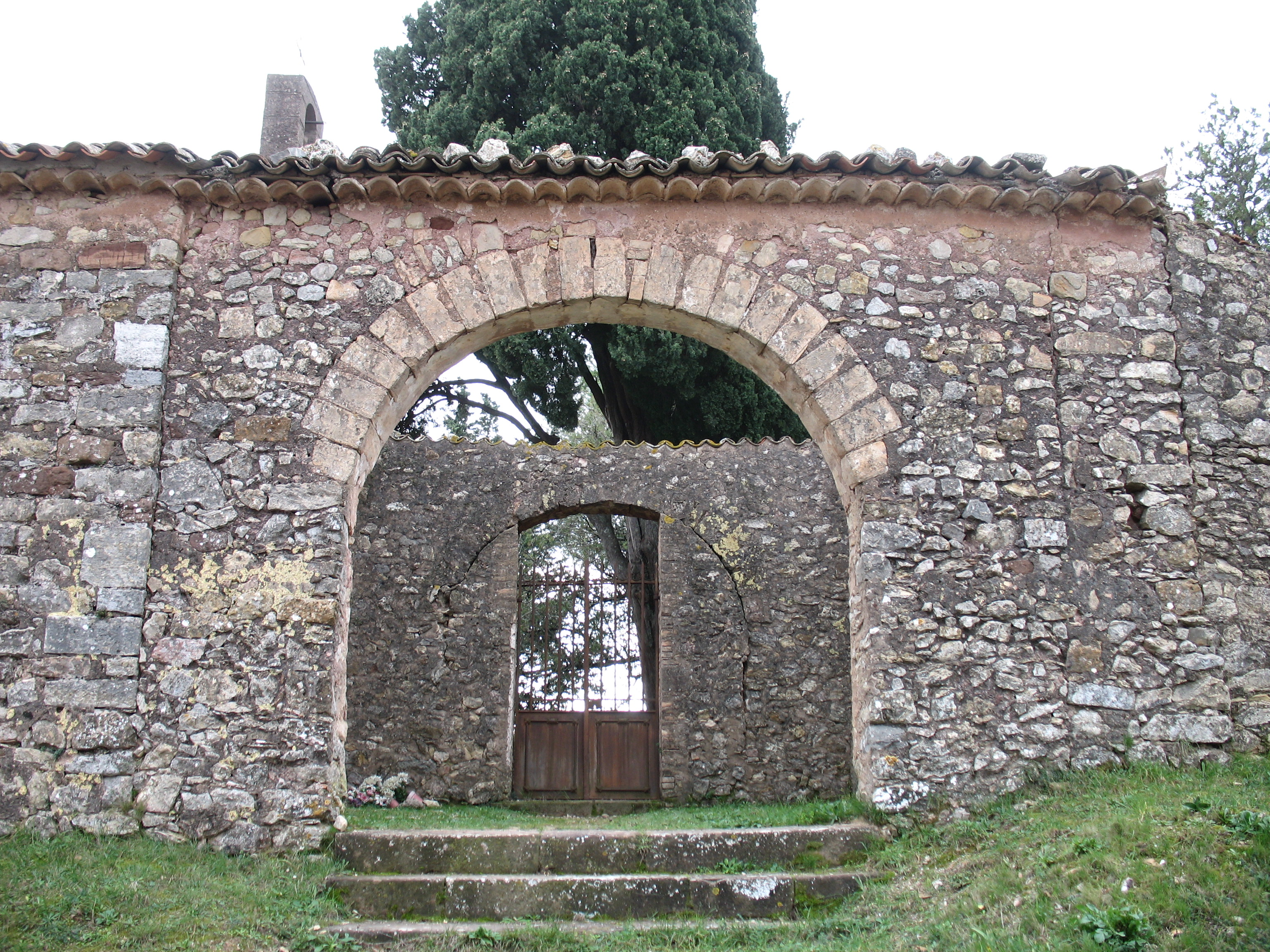
Entrée du vieux cimetière.
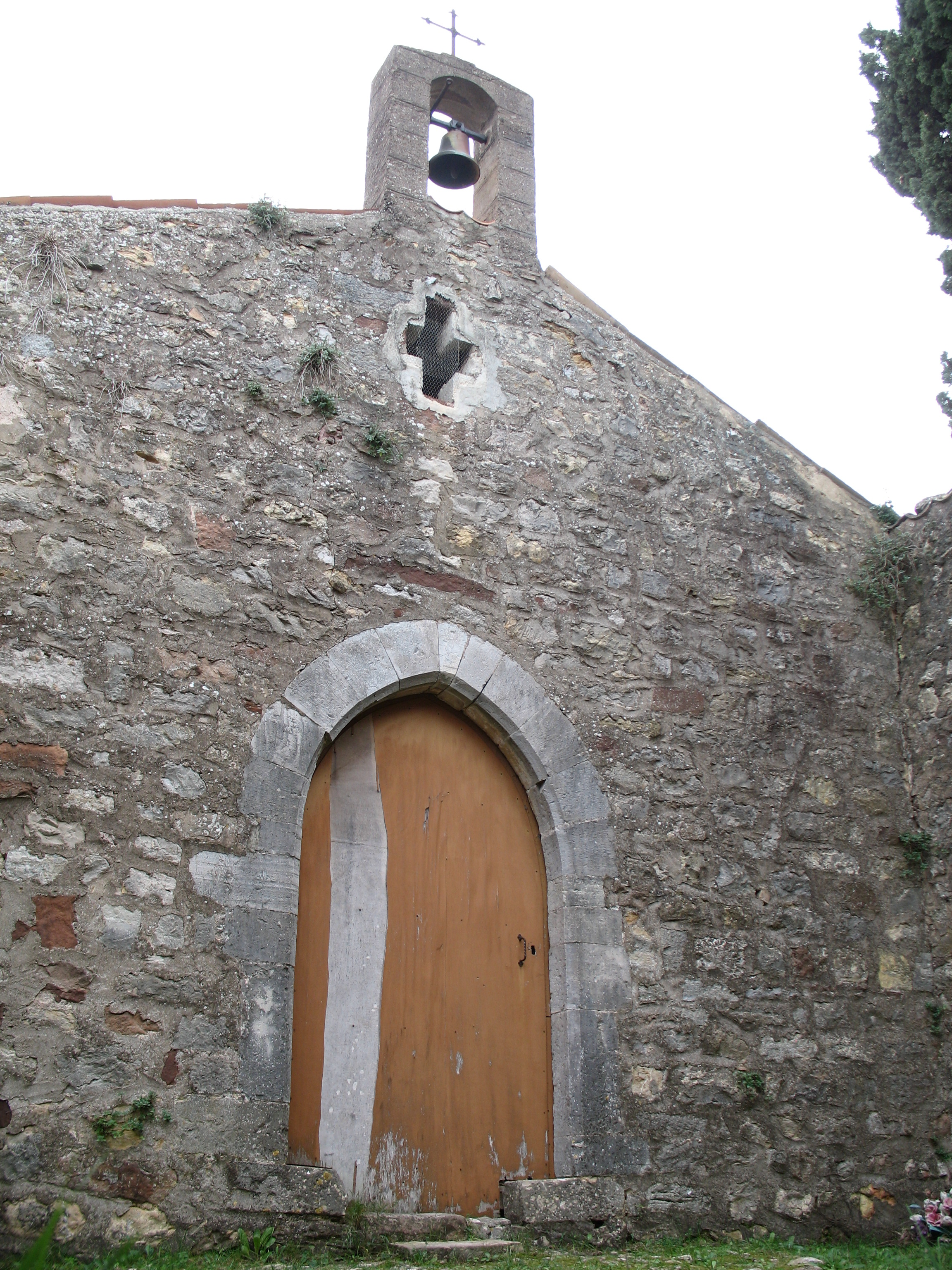
Façade de la chapelle du vieux cimetière.
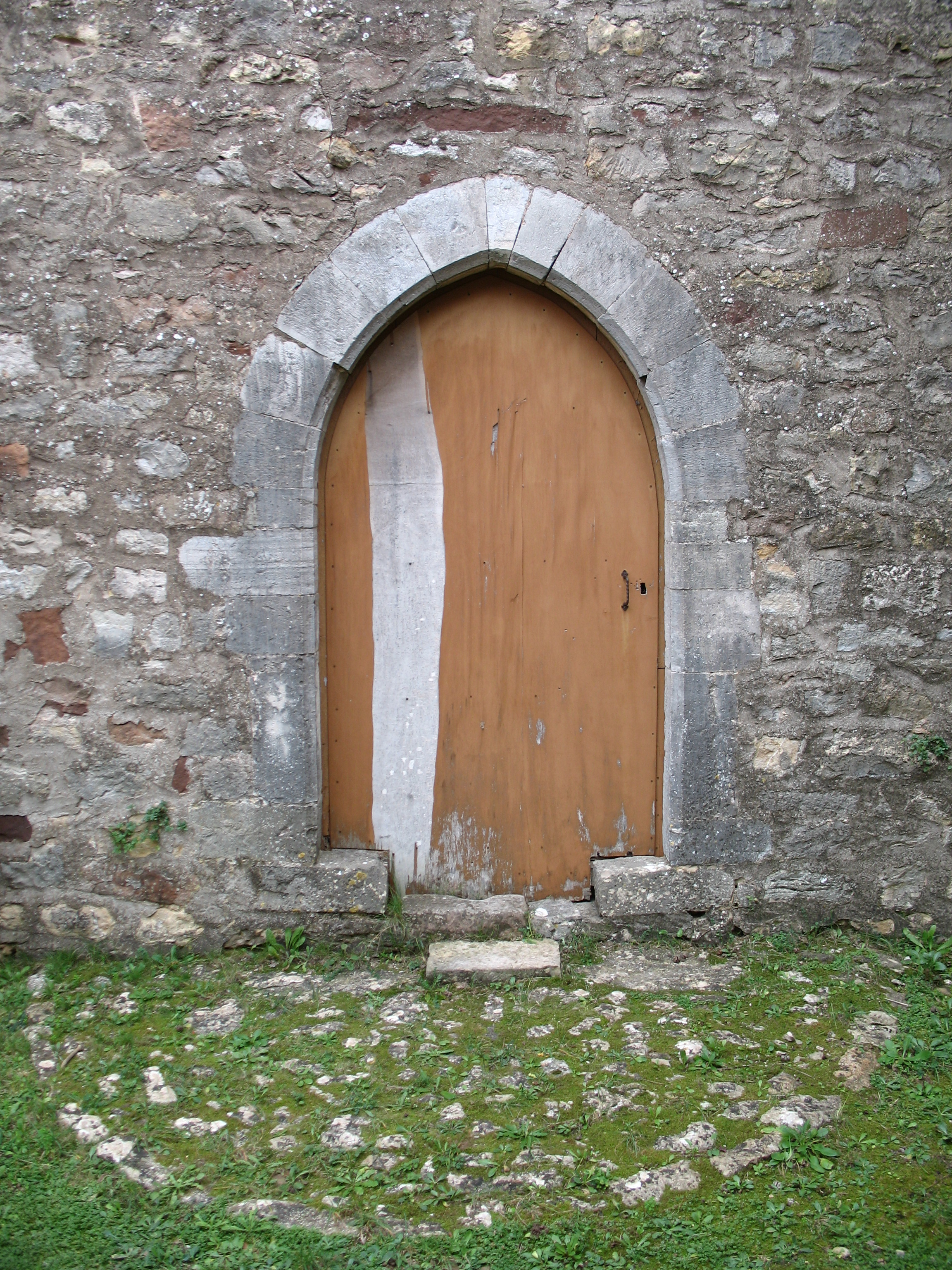
Entrée de la chapelle du vieux cimetière.